# Hoplitesmus enoplus
Hoplitesmus enoplus är en mångfotingart som beskrevs av Chamberlin 1945. Hoplitesmus enoplus ingår i släktet Hoplitesmus och familjen Doratodesmidae. Inga underarter finns listade i Catalogue of Life.